# Halswell House

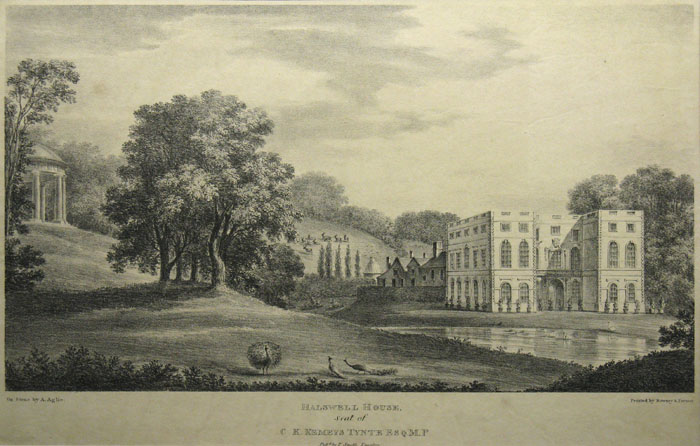
Halswell House peint par Agostino Aglio vers 1830

Halswell House est une maison de campagne classée Grade I à Goathurst, Somerset, Angleterre ,.

## Histoire
Le Domesday Book de 1086 répertorie le titulaire du manoir de Halswell comme Roger Arundel, dont le locataire est Wido. Il passe de Roger à Henry de Newburgh, dont le locataire en 1285 est le Prieuré de Taunton.
Peter de Halswell en est le titulaire en 1285, puis William de Halswell détient le manoir en 1303. Nicholas Halswell (c.1512-1564), député de Bridgwater en 1553 et 1563, fils de John Halswell par sa femme Mary Est, en est propriétaire. Son fils Robert Halswell (décédé en 1570), construit Halswell House, et le transmet à Nicholas Halswell (1566-1633), député de Bridgwater en 1604 . Son fils aîné Robert Halswell (d.1626), député de Bridgwater en 1614, est décédé avant lui, et donc l'héritier de Sir Nicholas est son fils aîné survivant Henry Halswell (d.1636). Henry est mort célibataire et sans progéniture et son héritier est son frère Rev. Hugh Halswell (décédé en 1672), recteur de Cheriton, Hampshire et surveillant de l'Université d'Oxford, qui laisse une fille unique, Jane Halswell (décédée en 1650), qui épouse John Tynte de Chelvey Court, Brockley, Somerset, et laisse un fils, Sir Halswell Tynte (1er baronnet) (décédé en 1702), qui hérite du manoir de Halswell.
Son fils Sir John Tynte, 2e baronnet (1683–1710), recteur de Goathurst, épouse Jane Kemeys de la famille Kemeys de Cefn Mably. Ses trois fils: Sir Halsewell Tynte, 3e baronnet (1705-1730), de Halswell et Cefnmabli, Sir John Tynte, 4e baronnet (1707–1740), également recteur de Goathurst, décédé célibataire et Sir Charles Kemys Tynte, 5e baronnet (1710–1785), décédé sans progéniture laissent Halswell à une nièce qui adopte le nom de Kemys Tynte. Le domaine reste entre les mains de la famille Kemeys Tynte jusqu'en 1923 .
En 1916, les Kemeys-Tynte récupèrent la baronnie dormante de Wharton par le biais d'une pétition à la Chambre des lords. Le domaine Halswell est finalement vendu par Lord Wharton et divisé en une série d'enchères entre 1948 et 1950. Les bâtiments du domaine et une grande partie du manoir Tudor sont subdivisés en appartements, sauvant probablement la maison de la destruction qui frappe d'autres maisons historiques de cette époque jusqu'aux années 1970. La maison baroque, trop grande et à courants d'air pour une telle habitation, est laissée intacte et utilisée comme entrepôt. La majeure partie de la maison est achetée par une succession de propriétaires qui tentent de réunir la propriété fragmentée du domaine, le dernier est un promoteur immobilier et hôtelier qui achète Halswell en 2004 et fait faillite en 2012.
L'homme d'affaires et collectionneur d'art britannique Edward Strachan achète le domaine en 2013 et entame un processus complet de restauration de la maison, des dépendances, des jardins et du parc paysager du XVIIIe siècle avec l'intention d'ouvrir la maison au public une fois les restaurations terminées. À la fin de 2013, le système lacustre abandonné du XVIIIe siècle appelé Mill Wood, contenant des folies, des ponts, des barrages et des cascades, est acheté par le même propriétaire et réuni avec la maison pour la première fois depuis le démantèlement du domaine en 1950. 

## Parc
Halswell Park est développé entre 1745 et 1785 comme cadre pour Halswell House. Le jardin d'agrément est créé par Sir Charles Kemeys Tynte et se classe parmi les plus beaux jardins paysagers d'Europe. En 1740, le terrain couvre 30 acres ( Unité «  » inconnue du modèle {{Conversion}}.) mais s'est étendu à 132 acres ( Unité «  » inconnue du modèle {{Conversion}}.) vers 1800. Il comprend des plantations d'arbres et des avenues avec un canal transformé plus tard en lac . Le parc, qui est répertorié, Grade II, sur le registre des parcs et jardins historiques d'intérêt historique particulier en Angleterre, est sur le registre du patrimoine en péril .
Les terrains contiennent de nombreux bâtiments fantaisistes, des étangs à poissons, des cascades et des ponts, notamment le Temple de l'Harmonie qui se dresse à Mill Wood. Achevé en 1767, il est classé Grade II  et a été entièrement restauré. Il est ouvert au public le dimanche de mai à septembre.